# روييتيكا (أهيا)
روييتيكا (Ρογίτικα) هي مدينة في أهيا في مقاطعة كينتريكي إلادا في اليونان.